# Mundo hawaiano de Izu
El Mundo hawaiano de Izu en japonés : 静岡県伊豆の国市にある Izu・World Minnano Hawaiians, son unas instalaciones turísticas con un jardín botánico y zoológico especializado en ambiente de las islas Hawái, que se encuentra en Izunokuni, prefectura de Shizuoka, Japón.

## Localización
Se encuentra en el borde del Parque nacional de Fuji-Hakone-Izu.
Izu・World Minnano Hawaiians Takyo 1317-1313, Izunokuni-shi, Shizuoka-Ken, 4263-1, Honshū-jima Japón.
Planos y vistas satelitales.35°0′44.3″N 138°56′28.8″E / 35.012306, 138.941333
- Temperatura media anual: 16 °C
- Precipitaciones medias anuales: 1650 mm

Abierto los siete días de la semana. Se paga una tarifa de entrada. Se pueden hacer fotografías libremente.

## Historia

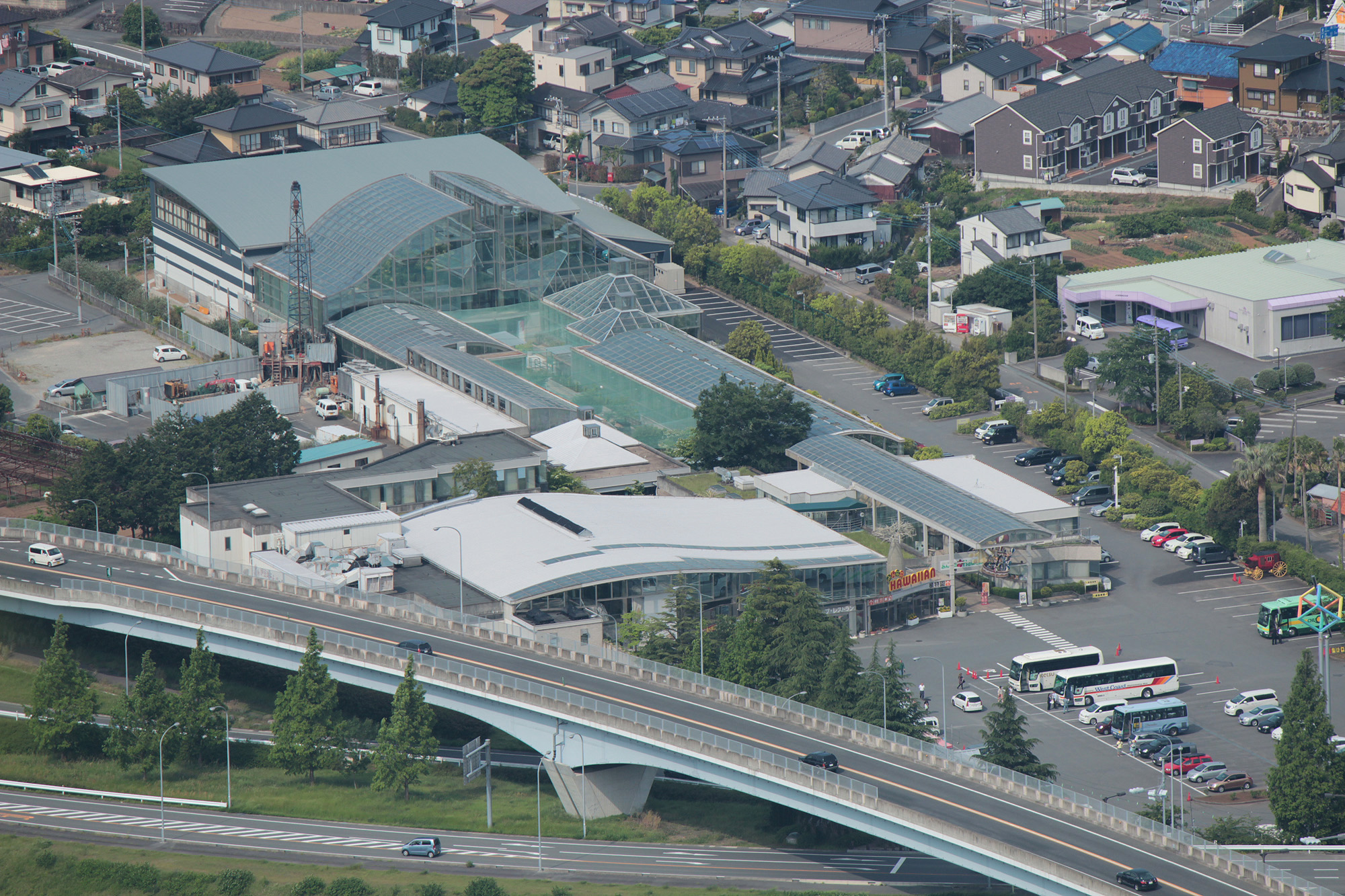
Vista aérea de las instalaciones e invernaderos del Mundo hawaiano de Izu.

Los invernaderos anteriormente conocidos como "Parque de orquídeas Yoran de Izu", con un gran invernadero calentado con las aguas termales de los manantiales (onsen) de la zona. 
Recientemente pasó a ser una instalación propiedad del grupo "Tokinosumika" y renombrado como "IZU・WORLD みんなのHawaiians" el 2 de mayo de 2012
Así mismo los habitáculos de los animales del zoológico también son calentados con estas aguas termales. 
En las instalaciones se producen espectáculos de danzas hawaianas. 

## Colecciones
El zoológico tiene especies de aves tropicales. 
El jardín botánico contiene actualmente una colección de orquídeas tropicales de cerca de 500 especies. 
Alrededor de los invernaderos hay arriates de plantas ornamentales de floraciones espectaculares.